# SNCASO Deauville
Lo SNCASO Deauville era un aereo da turismo, monomotore, prodotto dal consorzio francese Société nationale des constructions aéronautiques du sud-ouest (SNCASO) nella seconda metà degli anni quaranta.

## Storia

### Sviluppo
Il primo velivolo a portare il nome di Deauville (cittadina della Bassa Normandia), progettato per la SNCASO dalla prolifica matita di Lucien Servanty, recava la denominazione interna di SO-7050 e venne portato in volo per la prima volta l'11 giugno del 1947. Di questo primo esemplare le scarse indicazioni disponibili indicano solo trattarsi di un monomotore biposto da turismo.
Un secondo esemplare di Deauville fu portato in volo il 1º luglio, questa volta con identificativo di fabbrica SO-7055. Si trattava anche in questo caso di un velivolo monomotore e biposto, da turismo ed addestramento: l'istruttore e l'allievo erano disposti su sedili affiancati nella cabina di pilotaggio sovrastata da un tettuccio completamente trasparente che si apriva scorrendo all'indietro.
Questi due velivoli vennero poi nuovamente modificati a partire dalla primavera dell'anno successivo. Rispettivamente nel marzo e nel novembre del 1948 vennero riportati in volo, realizzando così una terza versione del Deauville: rimanevano inalterate la struttura e le dimensioni mentre veniva realizzato un posto per un terzo passeggero (alle spalle dei due già previsti) e veniva impiegato un motore più potente. Per la precisione il primo volo di questa nuova versione, denominata SO-7060, avvenne il 22 marzo 1948.

### Descrizione tecnica
Il Deauville era un monoplano dalla struttura interamente metallica, caratterizzato da ala bassa e carrello triciclo posteriore.
La versione SO-7055 era equipaggiata con un motore quattro cilindri in linea Minie 4DC-32: si trattava di un'unità, realizzata dall'azienda parigina Victor Minié Aéronautique, capace di sviluppare la potenza di 75 CV (pari a 55 kW).
La versione SO-7060 montava un motore Walter Minor: anche in questo caso il propulsore, prodotto dall'azienda ceca Walter Motors a.s., era un quattro cilindri ma la sua potenza arrivava fino a 105 CV (77 kW).

### Impiego operativo
Le informazioni sulla carriera operativa dei due esemplari costruiti risultano scarse. Entrambi sono rimasti di proprietà della casa costruttrice, ma sono stati radiati in data non precisata.

## Versioni
- SO-7050: primo velivolo denominato Deauville, matricola F-WDVZ (successivamente mutata in F-BDVZ)[3]. Monomotore e biposto[4] del quale non sono disponibili ulteriori dettagli tecnici.
- SO-7055: secondo esemplare, immatricolato F-WEAA (che diventerà F-BEAA)[3]. Cabina biposto (affiancati); motorizzato con un Minie 4DC-32 da 75 CV. Unico esemplare costruito[5].
- SO-7060: terza versione del Deauville, realizzata modificando i due esemplari precedenti. Cabina triposto; manteneva le stesse dimensioni, ma era equipaggiato con motore Walter Minor 4-III da 105 hp[6].